# Norðstreymoy egyházközség
Norðstreymoy egyházközség (feröeriül: Norðstreymoy prestagjalds kommuna) egy megszűnt község (polgári egyházközség) Feröeren. Streymoy északi részét foglalta magába.

## Történelem
A község 1872-ben jött létre.
1892-ben kivált belőle Vestmanna egyházközség, majd 1913-ban szétvált Kvívík egyházközségre, Kollafjørður egyházközségre, Hvalvík egyházközségre, valamint Haldarsvík és Saksun egyházközségre, és ezzel megszűnt.

## Önkormányzat és közigazgatás

### Települések
| Település    | Mióta a község része | Előző község | Meddig a község része | Következő község                  | Megjegyzés |
| ------------ | -------------------- | ------------ | --------------------- | --------------------------------- | ---------- |
| Haldarsvík   | 1872                 | –            | 1913                  | Haldarsvík és Saksun egyházközség |            |
| Hósvík       | 1872                 | –            | 1913                  | Hvalvík község                    |            |
| Hvalvík      | 1872                 | –            | 1913                  | Hvalvík község                    |            |
| Kollafjørður | 1872                 | –            | 1913                  | Kollafjørður község               |            |
| Kvívík       | 1872                 | –            | 1913                  | Kvívík község                     |            |
| Langasandur  | 1872                 | –            | 1913                  | Haldarsvík és Saksun egyházközség |            |
| Leynar       | 1872                 | –            | 1913                  | Kvívík község                     |            |
| Nesvík       | 1872                 | –            | 1913                  | Hvalvík község                    |            |
| Oyrareingir  | 1872                 | –            | 1913                  | Kollafjørður község               |            |
| Saksun       | 1872                 | –            | 1913                  | Haldarsvík és Saksun egyházközség |            |
| Signabøur    | 1872                 | –            | 1913                  | Kollafjørður község               |            |
| Skælingur    | 1872                 | –            | 1913                  | Kvívík község                     |            |
| Streymnes    | 1872                 | –            | 1913                  | Hvalvík község                    |            |
| Stykkið      | 1872                 | –            | 1913                  | Kvívík község                     |            |
| Tjørnuvík    | 1872                 | –            | 1913                  | Haldarsvík és Saksun egyházközség |            |
| Válur        | 1872                 | –            | 1913                  | Kvívík község                     |            |
| Vestmanna    | 1872                 | –            | 1892                  | Vestmanna község                  |            |